# Cymodoce rubropunctata
Cymodoce rubropunctata es una especie de crustáceo isópodo marino de la familia Sphaeromatidae.

## Distribución geográfica
Se distribuye por el Atlántico nororiental y el mar Mediterráneo.